# Кобизька волость
Кобизька волость — історична адміністративно-територіальна одиниця Козелецького повіту Чернігівської губернії з центром у містечку Кобижча.
Станом на 1885 рік складалася з 2 поселень, 9 сільських громад. Населення — 13846 осіб (5963 чоловічої статі та 7883 — жіночої), 2486 дворових господарства.
|                     | Площа, десятин | У тому числі орної, дес. |
| ------------------- | -------------- | ------------------------ |
| Сільських громад    | 12880          | 9838                     |
| Приватної власності | 7387           | 6346                     |
| Іншої власності     | —              | —                        |
| Загалом             | 25607          | 16184                    |

Основні поселення волості:
- Кобижча — колишнє власницьке містечко при річці Кобижча за 40 верст від повітового міста, 12664 особи, 2201 двір, 4 православні церкви, 2 школи, 18 постоялий будинків, 12 лавок, базари, 3 щорічних ярмарки. За 3 версти — винокурний завод.
- Козари — колишнє власницьке містечко при річці Остер, 1149 осіб, 285 дворів, православна церква, школа, 5 постоялих будинків, 2 лавки, 2 щорічних ярмарки, водяний і вітряний млини, винокурний завод.

1899 року у волості налічувалось 9 сільських громад, населення зросло до 14320 осіб (7158 чоловічої статі та 7162 — жіночої).